# Nórdico antiguo
El nórdico antiguo era la lengua germánica hablada por los habitantes de Escandinavia y sus colonias de ultramar desde los inicios de la época vikinga hasta el año 1300 aproximadamente. Esta lengua surgió del protonórdico durante el siglo VIII y, al evolucionar, acabó dando lugar a todas las lenguas escandinavas.
Debido a que la mayoría de los textos que han sobrevivido provienen del islandés medieval, la variante estándar de facto de esta lengua es el dialecto occidental, es decir, el noruego e islandés antiguos. Este hecho hace que, a veces, en vez de nórdico antiguo se hable de islandés antiguo o de noruego antiguo.
Sin embargo, también existía la variante oriental de esta lengua, la cual se hablaba en los asentamientos vikingos de las actuales Suecia y Dinamarca. No había una separación geográfica demasiado clara entre los dos dialectos. De hecho, se pueden encontrar restos del nórdico antiguo oriental al este de Noruega y trazas del nórdico antiguo occidental al oeste de Suecia. Además, había un dialecto denominado gútnico antiguo, que se incluye dentro el nórdico antiguo oriental porque es el menos conocido de los tres dialectos.
Los hablantes de estos tres dialectos consideraban que todos hablaban una misma lengua y la denominaron dansk tunga (NAOr) o dǫnsk tunga (NAOc) hasta el siglo XIII.
El nórdico antiguo era inteligible por los hablantes de inglés antiguo, de sajón antiguo y de bajo alemán, hablado al norte de la actual Alemania. Esta lengua fue evolucionando hasta dividirse y convertirse en las lenguas noruega, islandesa, sueca y danesa.
El islandés moderno es la lengua que menos ha evolucionado a partir del nórdico antiguo. El feroés también conserva muchas similitudes, pero la influencia danesa hace que no sea tan conservador como el islandés. Aunque las otras lenguas han evolucionado más, los hablantes de sueco, noruego y danés aún se entienden entre sí gracias a la gran herencia común del nórdico antiguo.

## Fonología
| vocales anteriores  | valor                            |
| ------------------- | -------------------------------- |
| i                   | [i]                              |
| í                   | i larga [iː]                     |
| y                   | vocal labial anterior [y]        |
| ý                   | vocal labial anterior larga [yː] |
| u                   | [u]                              |
| ú                   | u larga [uː]                     |
| vocales posteriores | valor                            |
| e                   | [ɛ]                              |
| é                   | e larga [eː]                     |
| ø                   | e labial [ø]                     |
| œ                   | e labial larga [œː]              |
| o                   | o abierta [ɔ]                    |
| ó                   | o abierta larga [oː]             |
| æ                   | è larga [ɛː]                     |
| a                   | [a]                              |
| á                   | a larga [aː], o media [ɑː]       |
| ǫ                   | o labial [ɒ]                     |

### La escritura y su valor fonético
El nórdico antiguo empleó dos sistemas de escritura:
- El alfabeto rúnico, en su versión conocida como futhark joven.
- y el alfabeto latino, el cual se introdujo con la llegada del cristianismo, tras el año 1000.

Fue necesario introducir nuevos signos en el alfabeto latino para representar todos los sonidos del nórdico antiguo. En la tabla (a la derecha) están todas las vocales del nórdico antiguo en alfabeto latino.
Los símbolos ǫ, ę (que no aparecen en la tabla) y ø (una à, originalmente, sobre la cual se superpusieron o o e) no aparecen en textos hasta el siglo XII. Fueron creados para la ortografía del islandés antiguo por el autor de su primer tratado gramatical. El dígrafo æ se emplea en el nórdico antiguo (y hoy en día, en el danés y noruego modernos); Æ se utiliza en inglés antiguo. El nórdico antiguo, además, tiene tres diptongos: æi, ǫu y æy. Estos diptongos, normalmente, aparecen como digramas en los manuscritos.
En las consonantes, se empleaban los grafemas þ (sonido z, como zapato del dialecto español castellano, transcrito habitualmente como th) y ð (sonido d suave, como "nada" en castellano o the en inglés, transcrito habitualmente como dh). El símbolo y se usaba para transcribir el sonido vocálico labial anterior; este símbolo con este valor también lo utilizaba el anglosajón.

### Acentuación
El nórdico antiguo diferenciaba las sílabas acentuadas y no acentuadas. El acento se empleaba, no para marcar sílabas tónicas, sino para diferenciar las vocales largas, acentuadas, de las cortas, que no llevaban acento. El acento se colocaba, normalmente, en el lexema de la palabra, lo cual hacía que la mayoría de las veces este apareciera en la primera sílaba de la palabra. Sin embargo, en algunos casos el prefijo llevaba el acento y el radical lo perdía. En los nombres compuestos, cada uno de los elementos llevaba su propio acento.

## Morfología

### Los sustantivos
Los sustantivos, en nórdico antiguo, se clasifican siguiendo dos criterios:
1. Por su lexema.
2. Por su género.

#### Lexemas fuertes y lexemas débiles
Hay dos posibilidades:
- Si el lexema acentuado acaba con las vocales a, ō, i o u, entonces el nombre pertenece a la declinación fuerte.
- Si el lexema acentuado acaba con las secuencias an, on o in, entonces el nombre pertenece a la declinación débil.

El resto de los nombres que no cumplen las reglas de la declinación fuerte también pertenecen a la declinación débil. Asimismo hace falta decir que los nombres que presentan pequeñas alteraciones en su pronunciación, debido a la dificultad que supone pronunciar ciertas combinaciones consonánticas, por ejemplo en los que el lexema acaba con l o r, pertenecen igualmente a la declinación débil, a pesar de las alteraciones que presentan en su declinación.
Dentro de la declinación fuerte existen cinco paradigmas: tres para sustantivos masculinos o femeninos, y dos para sustantivos neutros. Los paradigmas para sustantivos masculinos o femeninos suelen recibir el nombre de paradigma a, paradigma i, y paradigma r, por tener en el nominativo plural las terminaciones -ar, -ir y -r respectivamente.

#### El género nominal
El nórdico antiguo tenía tres géneros: masculino, femenino y neutro. El género depende, normalmente, de la terminación del lexema del nombre. Generalmente:
- los lexemas que acaban con -a pertenecen al género masculino o femenino;
- los lexemas que acaban con -o larga pertenecen al género femenino;
- los lexemas que acaban con -u pertenecen al género masculino;
- los lexemas que acaban con -n, -nd o -r pertenecen a los géneros masculino o femenino.

#### El número
Originalmente, había tres números gramaticales en nórdico antiguo: el singular, el dual y el plural, como en griego antiguo. Sin embargo, en la época clásica el dual se había fusionado con el plural, lo cual hace que podamos hablar, en nórdico antiguo clásico, de solo dos números.

##### Las declinaciones nominales
El nórdico antiguo tenía cuatro casos, los mismos que hay en alemán moderno, es decir, nominativo, acusativo, genitivo y dativo.
Ejemplo de la declinación fuerte:
| caso       | singular      | plural          |
| ---------- | ------------- | --------------- |
| nominativo | *armaz > armr | *armōr > armar  |
| acusativo  | *arma > arm   | *armanz > arma  |
| genitivo   | *armas > arms | *armō > arma    |
| dativo     | *armē > armi  | *armumz > ǫrmum |

(Las formas reconstruidas del protonórdico están precedidas por un asterisco y, a su lado, se encuentran las formas en nórdico antiguo clásico)
Ejemplo de la declinación débil:
| caso       | singular | plural  |
| ---------- | -------- | ------- |
| nominativo | granni   | grannar |
| acusativo  | granna   | granna  |
| genitivo   | granna   | granna  |
| dativo     | granna   | grǫnnum |

### Los adjetivos
Al principio, los adjetivos se declinaban como los nombres. Sin embargo, ya en protogermánico se adoptaron algunas formas pronominales, lo que hizo que apareciera la declinación propia de los adjetivos, fruto de la mezcla de las declinaciones nominal y pronominal. Las formas que tienen un origen pronominal son:
| caso       | singular  | singular | singular | plural    | plural   | plural |
| ---------- | --------- | -------- | -------- | --------- | -------- | ------ |
|            | masculino | femenino | neutro   | masculino | femenino | neutro |
| nominativo | -         | -        | t        | ir        | -        | -      |
| acusativo  | (a)n      | a        | t        | -         | -        | -      |
| genitivo   | -         | rar      | -        | ra        | ra       | ra     |
| dativo     | um        | ri       | u        | -         | -        | -      |

Las otras formas emplean:
- terminación en -a para el masculino y el neutro;
- y la terminación -o para el femenino.

Esta declinación se usa cuando un adjetivo hace la función de predicado o modifica un sintagma nominal indefinido. A esta declinación se la conoce con el nombre de declinación fuerte.
Para los sintagmas nominales definidos, se usa la declinación débil. Sus características son:
- terminación -an para el masculino y el neutro singulares;
- terminación -ō  para el femenino singular;
- terminación -um para el dativo plural de todos los géneros y -u para el resto de los casos en plural.

#### Comparativo y superlativo
Hay dos maneras de hacer el comparativo y el superlativo en nórdico antiguo:
- la mayoría de los adjetivos emplean el sufijo -ar para formar el comparativo y -ast para hacer el superlativo; así tenemos que: ríkr → comparativo: ríkari → superlativo: ríkastr.
- pero un pequeño grupo de adjetivos hacen el comparativo y el superlativo con los sufijos -r y -st, provenientes estos dos de un umlaut que tiene su origen en la desaparición de una i final. Siguiendo esta regla, tenemos que el comparativo y el superlativo de estos adjetivos queda así: langr → comparativo: lengri → superlativo: lengstr.

### Los pronombres
Los pronombres, en nórdico antiguo, emplean ocho sistemas morfológicos diferentes:
- los pronombres personales
- los pronombres personales de tercera persona
- los demostrativos
- los posesivos
- los interrogativos
- los reflexivos
- los relativos
- los indefinidos

Estos ocho tipos de pronombres tienen formas diferentes.

#### Los pronombres personales
Se organizan en tres números (singular, plural y dual) y cuatro casos, pero no hacen diferencias entre géneros. Estos solo son los pronombres de primera y segunda persona, y el reflexivo de la tercera.
El dual se emplea cuando se habla de acciones en las que actúan solo 2 individuos.
Tabla de los pronombres personales:
| caso       | singular | singular | singular | dual  | dual  | plural | plural |
| ---------- | -------- | -------- | -------- | ----- | ----- | ------ | ------ |
| nominativo | ek       | þú       | -        | vit   | it    | vér    | ér     |
| acusativo  | mik      | þik      | sik      | okkr  | ykkr  | oss    | yðr    |
| genitivo   | mín      | þín      | sín      | okkar | ykkar | vár    | yðar   |
| dativo     | mér      | þér      | sér      | okkr  | ykkr  | oss    | yðr    |

#### Los pronombres personales de tercera persona
Los pronombres personales de tercera persona, a diferencia de los pronombres de primera y segunda, distinguen entre los géneros masculino, femenino y neutro y corresponden a un radical germánico caracterizado por el prefijo h-. En nórdico antiguo, este sistema solo se emplea en el singular de los géneros masculino y femenino. El genitivo, en plural, utiliza la misma declinación para los adjetivos y para los pronombres.
Declinación de los pronombres de tercera persona :
| caso       | masculino | femenino |
| ---------- | --------- | -------- |
| nominativo | hann      | hon      |
| acusativo  | hann      | hana     |
| genitivo   | hans      | hennar   |
| dativo     | honum     | henni    |

#### Los pronombres demostrativos
En nórdico antiguo hay dos tipos de pronombres demostrativos:
- los demostrativos de distancia, los cuales son formados por dos paradigmas, son sa (que solo se usa para el nominativo singular de géneros masculino y femenino) y þa:

| caso       | singular  | singular | singular | plural    | plural   | plural |
| ---------- | --------- | -------- | -------- | --------- | -------- | ------ |
|            | masculino | femenino | neutro   | masculino | femenino | neutro |
| nominativo | sá        | sú       | þat      | þeir      | þær      | þau    |
| acusativo  | þann      | þá       | þat      | þá        | þær      | þau    |
| genitivo   | þess      | þeirrar  | þess     | þeirra    | þeirra   | þeirra |
| dativo     | þeim      | þeirra   | því      | þeim      | þeim     | þeim   |

- y los pronombres demostrativos de proximidad. Estos últimos tienen su origen en los demostrativos de distancia, pero añaden los sufijos -si y -a, quedando estos como los demostrativos del protonórdico como, por ejemplo, þansi. Debido a la añadidura de estos sufijos, los radicales varían mucho como resultado de la aparición de las constonantes subyacentes, lo cual hace que la declinación de este tipo de pronombres sea muy irregular.

### Los verbos
El nórdico antiguo, del mismo modo que el resto de las lenguas germánicas, hace la distinción entre los verbos fuertes y débiles.
Los verbos débiles son aquellos que, en su conjugación, el lexema no muestra la menor alteración y los tiempos verbales se forman mediante la suma de los sufijos y prefijos necesarios.
Los verbos fuertes, en cambio, son aquellos que presentan una alteración de tipo vocálico en su lexema en determinados tiempos verbales.
El sistema temporal del nórdico antiguo se basa en las formas del pasado para formar el resto de los tiempos. Este sistema de formación de los tiempos verbales se puede encontrar en otras lenguas, especialmente en las semíticas, como el árabe.

## Distribución geográfica

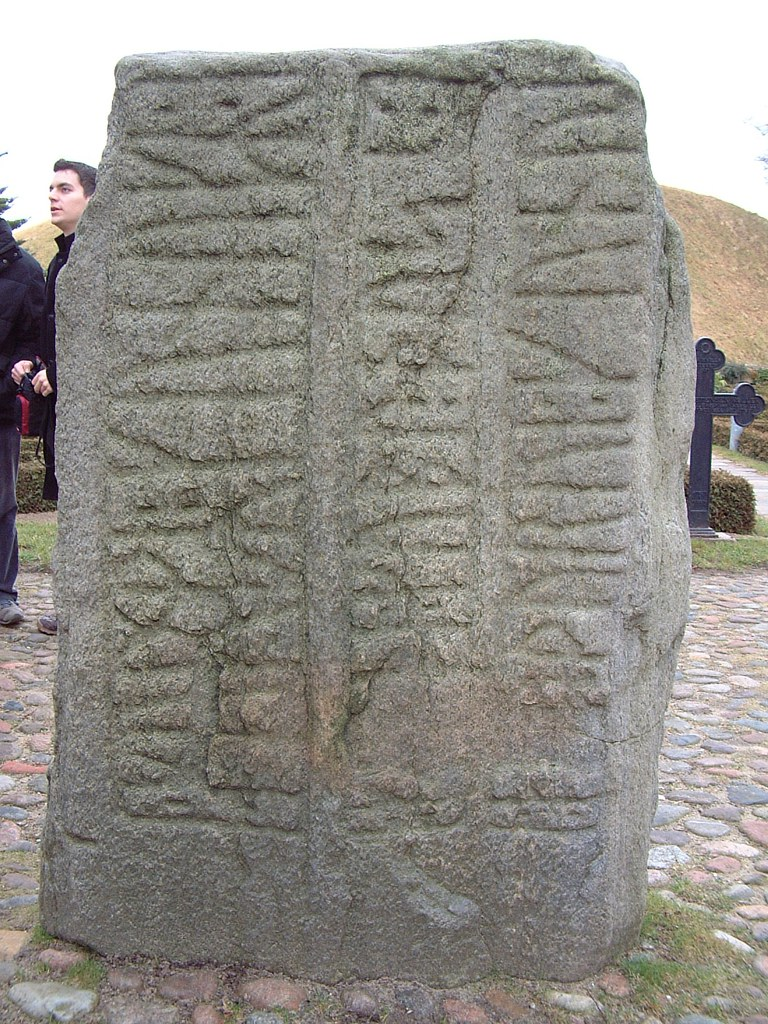
Runas grabando un texto en nórdico antiguo en una de las piedras de Jelling.

El islandés antiguo era casi idéntico al noruego antiguo y ambos formaban el dialecto occidental del nórdico antiguo. El dialecto oriental se hablaba en Suecia y Dinamarca y en asentamientos vikingos de Rusia, Inglaterra y Normandía. El gútnico antiguo se hablaba en la isla de Gotlandia y en algunos asentamientos al este del mar Báltico. En el siglo XI, el nórdico antiguo era la lengua más hablada en Europa. Se extendía desde Vinland hasta el Volga. El lugar de Rusia donde sobrevivió más tiempo fue en Nóvgorod, de donde desapareció en el siglo XIII.

## Descendientes actuales
Los descendentes del nórdico antiguo occidental son las lenguas islandesa, noruega (nynorsk) y feroesa y la extinguida lengua norn, hablada en las islas Orcadas y Shetland. Del nórdico antiguo oriental descienden las lenguas sueca, danesa y noruega (bokmål). El noruego (bokmål) en un principio pertenecía al dialecto occidental, pero recibió una gran influencia oriental.
Entre estas lenguas, la islandesa y gran parte de la lengua feroesa han experimentado cambios mínimos durante todos estos siglos, aunque la pertenencia a Dinamarca de las islas Feroe ha hecho que el feroés haya padecido una gran influencia del danés. El nórdico antiguo influenció algunos dialectos del inglés, especialmente el escocés, el cual tiene un gran número de préstamos del nórdico antiguo. También fue una lengua decisiva en el desarrollo del normando.

## Textos y dialectos

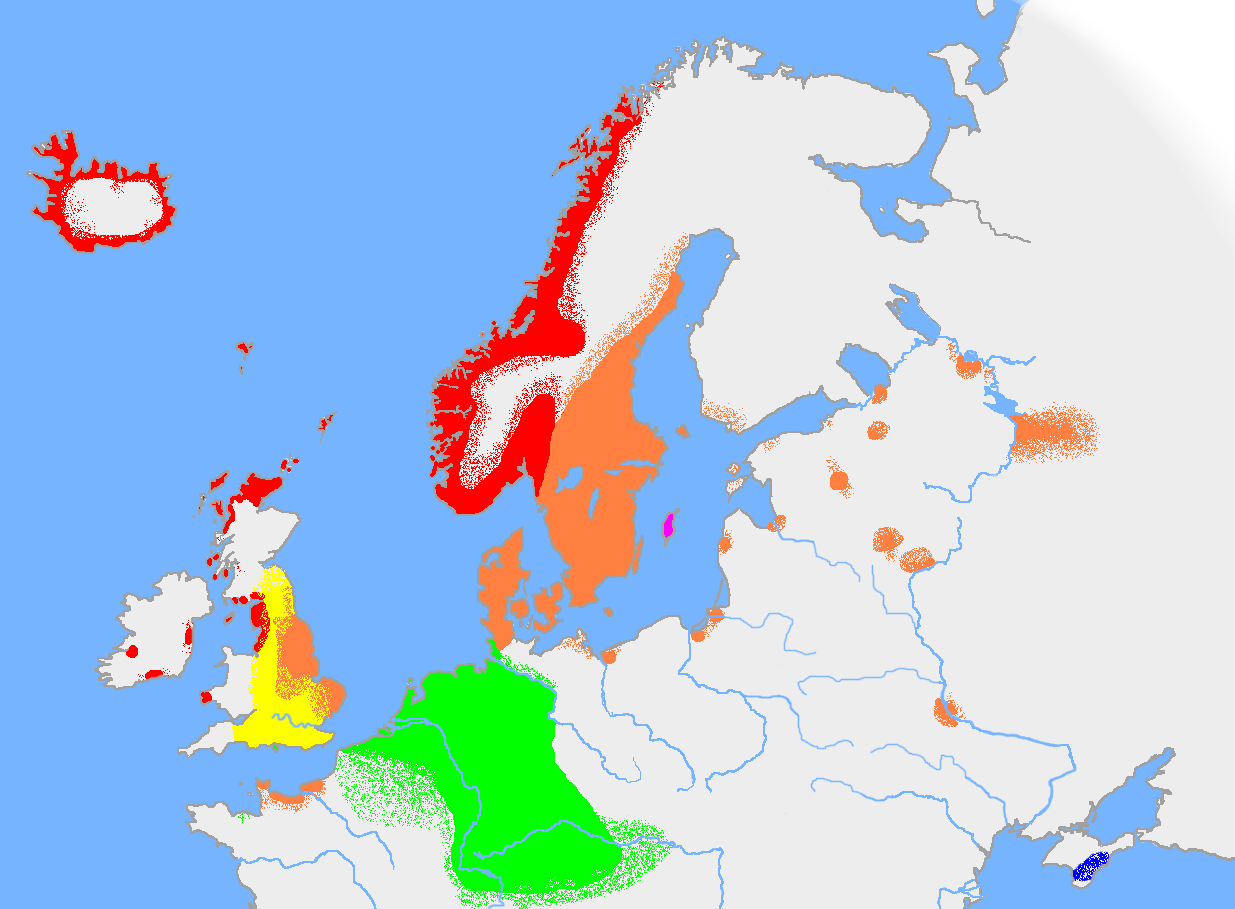
Dominio aproximado del nórdico antiguo hacia el 900. En rojo el dialecto occidental, en naranja el dialecto oriental, en azul el gótico de Crimea, en violeta el gútnico antiguo, en amarillo el antiguo anglosajón y en verde el resto de las lenguas germánicas con las que el nórdico antiguo aún conservaba cierta inteligibilidad mutua (a saber, frisón antiguo, sajón antiguo, holandés antiguo, alto alemán antiguo.)

Las primeras inscripciones en nórdico antiguo que se conservan son en rúnico del siglo VIII (aun cuando hay unas 200 inscripciones rúnicas en protonórdico, la más antigua de las cuales es del siglo II). Las runas se siguieron utilizando muchos siglos después, incluso tras la muerte de la lengua. Sin embargo, los textos literarios más importantes están escritos en alfabeto latino, como las sagas o las eddas de la Islandia medieval.
El protonórdico evolucionó hasta el nórdico antiguo en el siglo VIII, con lo que el efecto de las umlaut variaba según la región. Las umlaut típicas (p. ej. fylla de *fullian) eran más marcadas en las áreas donde se hablaba el dialecto occidental, mientras que en el área del dialecto oriental estas evolucionaron hacia una diéresis (p. ej. hiarta de herto). Esta diferencia fue la razón principal de la dialectalización de la lengua durante los siglos IX y X.
Otra diferencia entre los distintos dialectos fue que los diptongos del dialecto occidental evolucionaron a monoptongos en el dialecto oriental. Así tenemos que en dialecto occidental se llama steinn, mientras que en el oriental primero se dijo stain, pero luego pasó a sten. En los dialectos occidental y gútnico se conserva el diptongo au de auga, en tanto que el oriental lo evoluciona y lo convierte en ø, como en la palabra øgha. Aun así, el dialecto occidental tiene el diptongo ey de palabras como heyra, mientras que el oriental lo convierte en ø, como en høra, y en gútnico antiguo es oy, como en hoyra.
| Español | Inglés | Alemán | NA occidental | gútnico antiguo | NA oriental |
| ojo     | eye    | Auge   | auga          | auga            | øgha        |
| piedra  | stone  | Stein  | stein         | stain           | sten        |
| oír     | hear   | hören  | heyra         | hoyra           | høra        |

Una tercera diferencia es que el dialecto occidental perdió algunas combinaciones de consonantes. Las combinaciones -mp-, -nt- y -nk- se asimilaron en el dialecto occidental con -pp-, -tt- y -kk-. Este fenómeno fue limitado en el dialecto oriental.
| Español    | Inglés    | Alemán   | NA occidental | NA oriental |
| seta       | mushroom  | Pilz     | sopp          | svamp       |
| precipicio | precipice | Felshang | bratt         | brant       |
| viuda      | widow     | Witwe    | ekkia         | ænkia       |

No obstante, estas diferencias eran una excepción. Los dialectos se asemejaban mucho y, de hecho, los hablantes de los tres dialectos consideraban que hablaban solo una lengua, una lengua que ellos denominaban lengua danesa (dansk tunga), como por ejemplo: Móðir Dyggva var Drótt, dóttir Danps konungs, sonar Rígs er fyrstr var konungr kallaðr á danska tungu (Snorri Sturluson, Saga de los Ynglings). Traducción: La madre de Dyggve era Drott, hija del rey Danp, hijo de Ríg, el cual fue el primero en ser denominado rey en lengua danesa.
Aquí hay una comparación entre los dialectos oriental y occidental. Es una transcripción de una de las inscripciones rúnicas sobre piedra de Funbo (U 990) que significa: Vieneðr y Thane y Gunnar levantaron esta piedra después de Harusa, su padre. Dios ayude a su alma:
Veðr ok Þegn ok Gunnarr reistu stein þenna at Haursa, föður sinn. Guð hjalpi önd hans. (ANOc)
Veðr ok Þegn ok Gunnarr ræistu stæin þenna at Haursa, faður sinn. Guð hialpi and hans. (ANOr)

### Nórdico antiguo occidental
La mayoría de los cambios respecto al protonórdico aparecen en toda la zona del nórdico antiguo, pero algunos se limitaban a una área geográfica específica y crearon la diferencia dialectal entre los dialectos occidental y oriental. Una diferencia era que el dialecto occidental no monoptonguizaba los diptongos del protonórdico. Así, la evolución del nórdico antiguo occidental no fue la que cambió los diptongos æy/ei por e ni øy/ey por ø ni au por ø. Una de las primeras diferencias fue que, mientras el dialecto occidental tenía las formas bu (vivienda), ku (vaca) y tru (fe), el oriental tenía bo, ko y tro. El dialecto occidental también se caracterizaba por la u-umlaut, la cual hacía que +tanþuno se pronunciara tönn y no tand, como en el oriental. Además, había asimilaciones nasales como en la palabra bekkr, que viene del proto-nórdico bankiaz.
Los primeros textos aparecen en inscripciones rúnicas y en poemas escritos por Þjóðólfur úr Hvini del año 900 aproximadamente. Los primeros manuscritos son del periodo que abarca desde 1150 al 1200 y tratan tanto de temas legales como religiosos o históricos. Durante los siglos XII y XIII Trøndelag y Vestlandet eran las regiones más importantes del reino de Noruega y en ellas se formó el dialecto occidental, caracterizado por sus formas arcaizantes y sus abundantes declinaciones. Tal y como nos muestran los textos escritos hasta 1300 aproximadamente, el dialecto occidental era un dialecto uniforme, y a menudo es difícil saber si un texto fue escrito en islandés antiguo o en noruego antiguo. Este dialecto recibía el nombre de norrœ tunga (lengua nórdica).
El noruego antiguo se diferenció pronto del islandés antiguo por la pérdida de la consonante h en posición inicial antes de l, n y r. Esto quiere decir que mientras en islandés antiguo tenemos la forma hnefi (puño), en noruego antiguo tenemos las formas neve o næviene.
Hacia el año 1300, la corte noruega se desplazó hacia el sudeste de Noruega y esto implicó que el antiguo estándar de escritura desapareciera, al ser considerado demasiado arcaico. Tras la unión con Suecia, el sueco antiguo empezó a influir en el noruego antiguo. Esta influencia del dialecto oriental se reforzó con la unión a Dinamarca.
La peste negra azotó la península escandinava entre 1350 y 1351 y sus consecuencias trajeron el fin de la antigua tradición literaria del dialecto occidental. En Islandia esta tradición perduró algo más, pero se fue extinguiendo a medida que llegaban novedades desde el continente.

#### Ejemplo
El siguiente texto ha sido extraído de la Saga de Egil Skallagrímson. El manuscrito es el más antiguo que se conserva de esta saga, es el denominado fragmento-θ del siglo XIII. El texto muestra claramente la escasa evolución estructural del islandés. La última versión está escrita en islandés contemporáneo, y se ve que solo se ha cambiado la pronunciación. El texto también nos permite imaginar que, sin embargo, el lector islandés contemporáneo tiene muchas dificultades para entender el manuscrito original, por no mencionar el cambio que ha sufrido la caligrafía del alfabeto latino desde entonces.
| Texto original | El mismo texto en islandés antiguo normalizado | El mismo texto en islandés contemporáneo |
| --- | --- | --- |
| ÞgeiR blundr systor s egils v þar aþingino & hafði gengit hart at liþueizlo við þst. h bað egil & þa þstein coma ser t staðfesto ut þangat a myrar h bio aðr fyr suNan huit a fyr neþan blundz vatn Egill toc uel aþui. oc fysti þst at þr leti h þangat fa ra. Egill setti þorgeir blund niðr at ana brecko En stein fǫrði bustað siN ut yf lang á. & settiz niðr at leiro lǫk. En egill reið hei suðr anes ept þingit m flocc siN. & skilðoz þr feðgar m kęrleic | Þorgeirr blundr, systursonr Egils, var þar á þinginu ok hafði gengit hart at liðveizlu við Þorstein. Hann bað Egil ok þá Þorstein koma sér til staðfestu út þangat á Mýrar; hann bjó áðr fyrir sunnan Hvítá, fyrir neðan Blundsvatn. Egill tók vel á því ok fýsti Þorstein, at þeir léti hann þangat fara. Egill setti Þorgeir blund niðr at Ánabrekku, en Steinarr fœrði bústað sinn út yfir Langá ok settisk niðr at Leirulæk. En Egill reið heim suðr á Nes eptir þingit með flokk sinn, ok skildusk þeir feðgar með kærleik. | Þorgeir blundur, systursonur Egils, var þar á þinginu og hafði gengið hart að liðveislu við Þorstein. Hann bað Egil og þá Þorstein koma sér til staðfestu út þangað á Mýrar; hann bjó áður fyrir sunnan Hvítá, fyrir neðan Blundsvatn. Egill tók vel á því og fýsti Þorstein, að þeir létu hann þangað fara. Egill setti Þorgeir blund niður að Ánabrekku, en Steinar færði bústað sinn út yfir Langá og settist niður að Leirulæk. En Egill reið heim suður á Nes eftir þingið með flokk sinn, og skildust þeir feðgar með kærleik. |

### Nórdico antiguo oriental
El dialecto oriental, que se habló más o menos entre los años 800 y 1100, recibía el nombre, en Suecia, de sueco rúnico, y en Dinamarca, de danés rúnico, pero hace falta tener claro que el uso de las palabras sueco y danés no se debe a causas lingüísticas. Ambos recibían el nombre de rúnico porque los textos escritos en este dialecto aparecen, mayoritariamente, escritos en alfabeto rúnico. A diferencia del protonórdico, el cual se escribía con el futhark viejo, el dialecto oriental del nórdico antiguo se escribía con el futhark nuevo, que solo tenía 16 letras. Debido al número limitado de runas, la runa que se empleaba para representar la vocal u se usaba también para representar los sonidos o, ø y y, y la runa que se utiliza para i también equivale a e.
El cambio más importante que se dio en el dialecto oriental fue el cambio de æi (en dialecto occidental ei) por e, como pasa con la palabra stæin, que evolucionó hacia sten. Este hecho se refleja en las inscripciones rúnicas, mientras que en las viejas se puede leer stain, en las más nuevas se lee stin. También había el cambio de au de dauðr a ø, quedando en døðr. Este cambio se advierte asimismo en las inscripciones rúnicas porque, donde antes se leía tauþr, las últimas inscripciones muestran tuþr. Además, el diptongo øy (el equivalente al diptongo ey del dialecto occidental) evolucionó hacia ø, como bien se puede ver en la palabra que el nórdico antiguo empleaba para decir isla.
Hasta principios del siglo XII, el dialecto oriental era un dialecto uniforme. En Dinamarca aparecieron las primeras diferencias locales, que acabarían marcando la diferencia entre el danés antiguo y el sueco antiguo. Estos cambios se extendieron hacia el norte, creando así isoglosas que abarcaban desde Selandia hasta Sueonia.
Las vocales a final de palabra -a, -o y -e comenzaron a fusionarse en -e. A la vez, las consonantes oclusivas sordas, es decir, p, t y k, se volvieron sonoras e incluso fricativas. Estos cambios han hecho que el danés contemporáneo tenga las palabras kage, bide y gabe mientras el sueco tiene las palabras kaka, bita y gapa.
Además, el danés ha tenido la pérdida del acento cerrado que podemos encontrar tanto en sueco como en noruego contemporáneos, sustituyéndolo por un acento abierto con una oclusiva gutural añadida.

#### Texto de ejemplo
Este texto está extraído del Västgötalagen. Es el texto escrito más antiguo que se conserva en sueco y data del siglo XIII. Es contemporáneo de los textos más importantes de la literatura medieval islandesa. Normalmente, se toma este texto como el inicio del sueco antiguo.
Dræpær maþar svænskan man eller smalenskæn, innan konongsrikis man, eigh væstgøskan, bøte firi atta ørtogher ok þrettan markær ok ænga ætar bot. [...] Dræpar maþær danskan man allæ noræn man, bøte niv markum. Dræpær maþær vtlænskan man, eigh ma frid flyia or landi sinu oc j æth hans. Dræpær maþær vtlænskæn prest, bøte sva mykit firi sum hærlænskan man. Præstær skal i bondalaghum væræ. Varþær suþærman dræpin ællær ænskær maþær, ta skal bøta firi marchum fiurum þem sakinæ søkir, ok tvar marchar konongi.
Traducción:
Si alguien mata a un sueco o un smålandés, un hombre del reino pero no un godo, el asesino tendrá que pagar ocho örtugar y trece marcos, pero no wergeld. El rey poseerá nueve marcos del asesino por el asesinato de cualquier persona. Si alguien mata a un danés o a un noruego, el asesino tendrá que pagar nueve marcos. Si alguien mata a un extranjero, no será desterrado sino que tendrá que dejar su clan. Si alguien mata a un clérigo extranjero, pagará tanto como por el asesinato de un extranjero cualquiera. Un cura cuenta como un hombre libre. Si alguien mata a un alemán o a un inglés, el asesino tendrá que pagar cuatro marcos al demandante y dos marcos al rey.

### Gútnico antiguo
La Gutasaga es el texto más largo que se conserva en gútnico antiguo. Fue escrito en el siglo XIII y está mezclado con la historia temprana de la Gotlandia. Este extracto narra el acuerdo al cual llegaron los gotlandeses con el rey de Suecia, poco antes del siglo IX:
So gingu gutar sielfs wiliandi vndir suia kunung þy at þair mattin frir Oc frelsir sykia suiariki j huerium staþ. vtan tull oc allar utgiftir. So aigu oc suiar sykia gutland firir vtan cornband ellar annur forbuþ. hegnan oc hielp sculdi kunungur gutum at waita. En þair wiþr þorftin. oc kallaþin. sendimen al oc kunungr oc ierl samulaiþ a gutnal þing senda. Oc latta þar taka scatt sinn. þair sendibuþar aighu friþ lysa gutum allá steþi til sykia yfir haf sum upsala kunungi til hoyrir. Oc so þair sum þan wegin aigu hinget sykia.
Traducción:
Por lo tanto, por su propia voluntad, los gotlandeses se convierten en súbditos del rey de Suecia y, por esto, pueden viajar libremente y sin riesgo a cualquier punto del reino de Suecia sin pagar peaje ni otros impuestos. Además, los suecos tienen el derecho de ir a la isla de Gotland sin restricción en el grano ni otra prohibición. El rey ha de ofrecer protección y ayuda siempre que la necesiten y lo hayan pedido. El rey y los jarls habrán de enviar emisarios al Þing gútnico para recibir el dinero de los impuestos. Estos emisarios habrán de proclamar pasaje libre para todos los gotlandeses a todos los puntos del mar del rey en Upsala y lo mismo para todo aquel que quiera viajar hacia la isla de Gotlandia.
Algunas características importantes del gútnico antiguo se pueden ver en este texto. La primera es que, a diferencia del dialecto oriental, el gútnico antiguo conserva todos los diptongos. Y la segunda, que el diptongo ai de aigu, þair y waita no han sufrido la aparición de un umlaut como pasa con el diptongo equivalente en el dialecto occidental, es decir, ei de las palabras eigu, þeir y veita.

## Ediciones modernas
La editorial Jules William Press mantiene una serie de ediciones bilingües en nórdico antiguo e inglés, en la que hasta el momento ha aparecido entre otras sagas la titulada Þorsteins þáttr stangarhöggs.

## Enseñanza y aprendizaje
A diferencia de otras lenguas muertas de más amplia difusión como el latín y el griego, las oportunidades de formación en nórdico antiguo son relativamente escasas. La Universidad Internacional Menéndez Pelayo ofertó en 2022 un curso de verano de treinta horas de duración.

### Información dialectal
- Noruego antiguo
- Historia del idioma danés
- Nórdico groenlandés
- Gútnico antiguo

### En inglés
- Gordon, Eric V. and A. R. Taylor. Introduction to Old Norse. Segunda edición, Oxford: Clarendon Press, 1981.

### En alemán
- Adolf Noreen: Altisländische und altnorwegische Grammatik, unter Berücksichtigung des Urnordischen. Halle, Max Niemeyer, 1903. (facsímil en Internet)
- Robert Nedoma: Kleine Grammatik des Altisländischen. Heidelberg, Winter, 2001. ISBN 3-8253-1152-X